# Historisch bodemonderzoek (Nederland)
Een historisch bodemonderzoek dient in Nederland volgens het protocol NVN 5725 te worden uitgevoerd. Een vooronderzoek wordt vaak ook wel een historisch onderzoek genoemd. Deze term is echter niet correct aangezien er in het vooronderzoek niet alleen naar historie, maar ook naar de huidige situatie en de regionale geohydrologie en bodemopbouw gekeken wordt.
Deze norm is ontwikkeld als richtlijn voor vooronderzoek bij alle wettelijke aanleidingen van milieuhygiënisch bodemonderzoek. In het vooronderzoek wordt gekeken naar het vroegere, huidige en toekomstige gebruik van de locatie met bodemopbouw en geohydrologie. Als resultaat van dit onderzoek komt een onderzoekshypothese ("verdachte" of "niet-verdachte" locaties) met een onderzoeksstrategie naar voren. Deze beide resultaten vormen weer de basis voor het verkennend bodemonderzoek. 
Daarnaast zijn er in het verleden verschillende protocollen opgesteld waarin de onderzoeksstrategie is beschreven voor specifieke gevallen. In de NVN 5725 zijn alle protocollen samengevoegd, waardoor dit protocol de basis vormt voor bijna alle onderzoeken. Met de inwerkingtreding van dit protocol is het verkennend milieuhygiënisch bodemonderzoek volgens NVN 5740 komen te vervallen.
Met de komst van de NEN 5725 is de NVN 5725 komen te vervallen.